# Huracán Claudette (2003)
El huracán Claudette fue un ciclón tropical moderadamente fuerte que azotó el sur de Texas en julio de 2003. Claudette, un huracán atlántico de duración relativamente larga, fue la cuarta depresión, la tercera tormenta tropical y el primer huracán de la temporada de huracanes del Atlántico de 2003. Claudette comenzó como una onda tropical en el este del Caribe. Se movió rápidamente hacia el oeste, pasando por la península de Yucatán antes de moverse hacia el noroeste a través del Golfo de México. Claudette siguió siendo una tormenta tropical hasta justo antes de tocar tierra en Port O'Connor en Texas, cuando rápidamente se fortaleció hasta convertirse en un fuerte huracán de categoría 1 en la escala de huracanes de Saffir-Simpson. El pronóstico de su trayectoria e intensidad fue incierto a lo largo de su vida, lo que resultó en preparativos generalizados y a menudo innecesarios a lo largo de su trayectoria.
Claudette fue el primer huracán que tocó tierra en julio en los Estados Unidos desde el huracán Danny en la temporada de 1997. El huracán causó dos muertes y daños moderados en Texas, principalmente por fuertes vientos, así como una extensa erosión de las playas. Debido a los daños, el presidente de los Estados Unidos George W. Bush declaró áreas del sur de Texas como Área Federal de Desastre, lo que permitió a los ciudadanos afectados solicitar ayuda. Claudette también causó lluvias importantes y daños menores en el estado mexicano de Quintana Roo como tormenta tropical, así como daños menores en Santa Lucía antes de convertirse en un ciclón tropical.

## Historia meteorológica
Una onda tropical se movió frente a la costa de África el 1 de julio. Se organizó de manera constante a medida que avanzaba hacia el oeste, y se parecía a una depresión tropical para el 7 de julio de 2003. Sin embargo, los informes de superficie y los aviones de reconocimiento indicaron que el sistema no tenía características tropicales y seguía siendo simplemente un sistema de baja presión. La ola produjo vientos con fuerza de tormenta tropical mientras se movía a través de las Antillas Menores el 8 de julio, pero no adquirió características tropicales hasta que llegó al Caribe oriental. Debido a que tenía vientos con fuerza de tormenta tropical, el sistema se actualizó inmediatamente a tormenta tropical Claudette después de que desarrolló una circulación de bajo nivel más tarde el 8 de julio.
A principios del 9 de julio, mientras se encontraba al sur de Puerto Rico, Claudette se fortaleció rápidamente sobre las cálidas aguas del Caribe, y sus vientos más fuertes estaban apenas por debajo del umbral de la intensidad del huracán. Posiblemente debido a su rápido avance, la tormenta se desorganizó y debilitó. Las condiciones se volvieron brevemente más favorables en el Caribe occidental, y Claudette alcanzó el estado de huracán durante seis horas el 10 de julio. Poco después, la tormenta encontró vientos desfavorables en los niveles superiores y se debilitó de nuevo a tormenta tropical. En respuesta a una ruptura en la cordillera subtropical, una cordillera de alta presión que a menudo impide que los sistemas tropicales se muevan hacia el norte, se volvió hacia el oeste-noroeste. Claudette tocó tierra por primera vez en Puerto Morelos en la península de Yucatán, el 11 de julio, como una tormenta tropical con vientos de 60 mph (97 km/h).

El huracán Claudette tocó tierra en Texas el 15 de julio de 2003

Claudette se tambaleó hacia el noroeste sobre el golfo de México y se fue fortaleciendo gradualmente. Los vientos en los niveles superiores disminuyeron constantemente, y Claudette nuevamente se convirtió en huracán a última hora del 14 de julio. Justo antes de tocar tierra, se fortaleció rápidamente y tomó su movimiento hacia adelante en una dirección más occidental, golpeando Port O'Connor en Texas, el 15 de julio. como huracán de categoría 1 en la escala de huracanes de Saffir-Simpson (EHSS) con vientos sostenidos de 90 mph (150 km/h). Los residentes a lo largo y al interior de la costa central de Texas fueron tomados con la guardia baja tanto por su intensidad como por la hora de llegada. Se proyectaba que el huracán tocaría tierra en las horas de la tarde del 15 de julio, pero en cambio llegó a tierra antes del mediodía. Además, algunas estimaciones iniciales sugirieron que Claudette había alcanzado el estatus de categoría 2, con vientos sostenidos de hasta 100 mph (155 km/h); estos se basaron en observaciones no oficiales que no estaban respaldadas por datos oficiales.
Por más lento que Claudette se fortaleciera, también tardó en disiparse sobre la tierra. Se emitieron advertencias de huracán tierra adentro para varios condados alejados de la costa y los vientos soplaron a 83 mph (134 km/h) en el Aeropuerto Regional de Victoria. Mantuvo la intensidad de la tormenta tropical durante más de 24 horas después de tocar tierra, una rareza para una tormenta tan débil; la mayoría de los sistemas tropicales se debilitan rápidamente después de tocar tierra, ya que están separados de las aguas cálidas que los alimentan. La tormenta finalmente perdió su circulación de bajo nivel a principios del 17 de julio sobre Chihuahua, aunque su lluvia y circulación de nivel superior cruzaron el sur de California y continuaron hacia el Océano Pacífico.

## Preparaciones

### México

#### Península de Yucatán
Las autoridades mexicanas emitieron una advertencia de tormenta tropical 37 horas antes de que la tormenta tocara tierra entre Chetumal y Cabo Catoche en Quintana Roo. La advertencia se actualizó a una advertencia de huracán aproximadamente un día antes de tocar tierra, pero se degradó cuando Claudette se debilitó solo 13 horas antes de tocar tierra en la península de Yucatán. El gobierno mexicano declaró el estado de emergencia en la trayectoria proyectada de la tormenta y declaró una orden de evacuación para 1,500 ciudadanos en Quintana Roo. Allí, los residentes mantuvieron la calma durante la evacuación. Los turistas dejaron los clubes nocturnos por los supermercados para abastecerse, entre otros artículos, de cerveza, que estaba prohibida a la medianoche. Las escuelas se establecieron como refugios, mientras que la policía obligó a los turistas a permanecer en sus hoteles.

### Estados Unidos

#### Texas
La variación constante en el camino de Claudette causó incertidumbre sobre la fuerza y la ubicación de su última recalada. El 13 de julio, dos días antes de la eventual llegada a tierra de Claudette, el Centro Nacional de Huracanes emitió una alerta de huracán entre Brownsville y Port O'Connor en Texas. Al día siguiente, existía una advertencia de huracán desde la bahía de Baffin hasta High Island, Texas, mientras que una advertencia de tormenta tropical se extendía desde High Island hasta Intracoastal City en Luisiana. Cuando se hizo evidente que Luisiana no se vería afectada significativamente por la tormenta, se cancelaron las advertencias de tormenta tropical del estado. En Texas, los funcionarios del condado de Galveston recomendaron evacuaciones hacia el oeste de la isla de Galveston y Jamaica Beach, 24 horas antes de la llegada prevista a tierra de Claudette. El Sistema de Notificación Telefónica de Emergencia notificaba a los ciudadanos por la noche para evitar evacuar durante la noche. Muchos ciudadanos prestaron atención a la sugerencia de evacuación, algunos de los cuales recordaron las inundaciones de la tormenta tropical Frances cinco años antes.
El huracán Claudette también afectó a la industria petrolera. ExxonMobil, Chevron Corporation, ConocoPhillips, Royal Dutch Shell, Marathon Oil, Unocal Corporation y Anadarko Petroleum limitaron la producción y evacuaron a muchos de sus trabajadores. Chevron, que evacuó a más de 1.800 trabajadores, devolvió a muchos de sus trabajadores el día en que Claudette tocó tierra. Unocal cerró 23 plataformas y plataformas en la región. Los cierres combinados detuvieron la producción diaria de 225,000 barriles (35 800 m³) por día de petróleo y 2 mil millones de pies cúbicos (57 000 000 m³) de gas natural, lo que representó el 15% de la producción total en el Golfo de México.

## Impacto

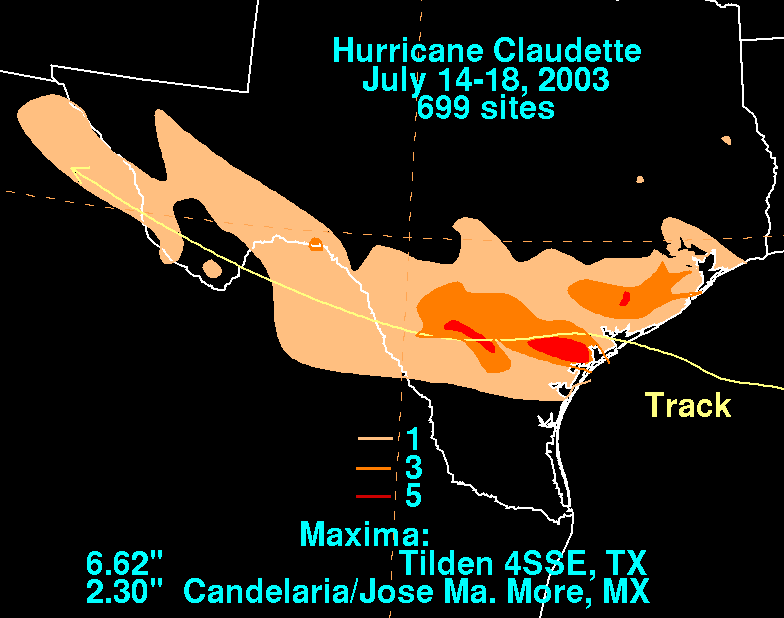
Precipitaciones totales de Claudette

Fuera de Texas, el huracán Claudette causó pocos daños debido a su baja intensidad. En total, las estimaciones de daños aumentaron a $180 millones (2003 USD, $198 millones 2006 USD), y la tormenta causó una muerte directa y dos indirectas. Una de las muertes indirectas fue cuando un hombre en Navarre Beach en Florida, sufrió un ataque al corazón mientras practicaba surf en el este del Golfo de México. La segunda muerte indirecta involucró a una mujer que fue asesinada por la caída de una rama de un árbol en Texas, después de que pasó la tormenta.

### Caribe

La tormenta tropical Claudette golpeó la península de Yucatán el 11 de julio de 2003

#### Santa Lucía
Como onda tropical, Claudette dejó caer lluvias torrenciales y trajo fuertes vientos a la isla de Santa Lucía. El aeropuerto George F. L. Charles en Castries informó una ráfaga de viento de 52 mph (84 km/h), mientras que otras partes de la isla experimentaron lluvias casi horizontales debido a las ráfagas. En las partes norte y este de la isla, los fuertes vientos arrancaron techos y derribaron árboles en las carreteras. En general, los daños fueron leves y ascendieron a $1,1 millones (2003 USD, $1,55 millones 2021 USD).

#### República Dominicana
En República Dominicana, las bandas exteriores de la tormenta provocaron lluvias moderadas de hasta 76 mm (3 pulgadas) en Santo Domingo. Los vientos soplaron hasta 45 mph (72 km/h), derribando árboles, letreros y techos de hierro. Además, las inundaciones en las áreas metropolitanas bloquearon el tráfico de automóviles y peatones. Las plantaciones de banano y otras frutas en la parte suroeste del país sufrieron daños graves, aunque se desconocen los totales exactos de los daños.

#### Jamaica
En Jamaica, la tormenta provocó ráfagas de viento de 45 mph (72 km/h) en Montego Bay. Los meteorólogos predijeron mareas altas, olas fuertes y hasta 6 pulgadas (150 mm) de lluvia en la isla, aunque no se conocen los totales exactos posteriores a la tormenta. Muchos pescadores trasladaron sus botes del agua a un lugar seguro, mientras que una línea de cruceros desvió tres barcos del camino de Claudette.

#### Islas Caimán
En las Islas Caimán, donde la tormenta permaneció a 165 millas (266 km) de distancia en su punto más cercano, las precipitaciones totales variaron de 1 a 3 pulgadas (25 a 76 mm). En el lado sur de Gran Caimán, Claudette provocó alturas de olas de alrededor de 10 pies (3,0 m), mientras que el lado occidental recibió poca precipitación. También en Gran Caimán, la tormenta provocó vientos de 35 a 40 mph (56 a 64 km/h), causando daños menores a los árboles, pero poco más.

### México

#### Quintana Roo
En la península de Yucatán en México, Claudette azotó fuertes olas contra la costa de Cancún, pero en general causó daños leves. Mientras cruzaba la península, la tormenta dejó caer lluvias moderadas, incluyendo un total de 3,22 pulgadas (82 mm) en Cancún. Los vientos fueron moderados, lo que provocó que el Aeropuerto Internacional de Cancún retrasara varios vuelos, aunque no hubo cancelaciones. En general, Claudette hundió algunos botes pequeños e inundó algunas calles en Cancún, aunque los daños fueron menores en la península de Yucatán.

### Estados Unidos

#### Texas
Al tocar tierra en la costa central de Texas, la marejada ciclónica de Claudette alcanzó una altura máxima de 5,3 pies (1,6 m) en Galveston. Freeport informó una "marea de tormenta", el aumento general del agua sobre la marea baja media, de 9,15 pies (2,79 m). Claudette produjo lluvias moderadas en el sur de Texas, con un máximo de 6,5 pulgadas (170 mm) en Tilden. En la isla Matagorda, la estación meteorológica local midió vientos de 75 mph (121 km/h), el único informe oficial de vientos con fuerza de huracán a lo largo de la costa. Sin embargo, varias plataformas petrolíferas en alta mar informaron vientos de hasta 90 mph (140 km/h), y una lectura no oficial en Seadrift indicó vientos de 96,6 mph (155,5 km/h). Este informe sugeriría que la tormenta era un huracán de categoría 2 de nivel bajo, aunque esto contradecía los datos de Hurricane Hunters, que apuntaban a una tormenta de menor intensidad.
Se produjo una severa erosión de la playa desde High Island hasta Freeport, aunque grandes tubos geotextiles redujeron la erosión en la isla de Galveston y la península de Bolívar. Las bandas exteriores del huracán generaron dos tornados. Uno fue un F1 en la escala Fujita que causó daños en varios edificios en Palacios, y el otro dañó viviendas en Port Lavaca.
Las inundaciones generalizadas y los fuertes vientos destruyeron 204 casas a lo largo de la costa sureste de Texas, la mayoría de las cuales ocurrieron en el condado de Matagorda. Además, los vientos dañaron 1.407 viviendas, de las cuales 144 resultaron gravemente dañadas. El viento también afectó a 147 negocios, de los cuales 64 fueron destruidos o severamente dañados. Los fuertes vientos derribaron numerosas líneas eléctricas, dejando a unos 74.000 residentes sin electricidad inmediatamente después. En general, Claudette causó daños por $180 millones (2003 USD, $ 253 millones USD 2021) en Texas y una muerte directamente de un árbol caído durante la tormenta. Además, la tormenta fue indirectamente responsable de otra muerte, cuando la rama de un árbol cayó sobre una mujer después de la tormenta.

## Sucesos

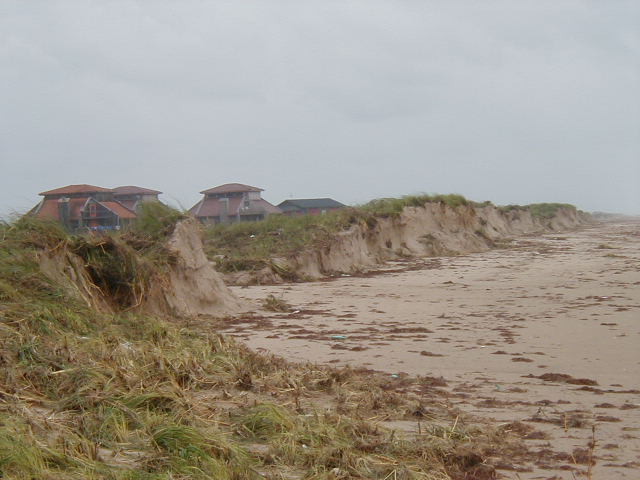
Erosión costera causada por Claudette

El 17 de julio, el presidente George W. Bush declaró a 18 condados del sur de Texas como zona de desastre federal. En los dos meses posteriores a la tormenta, más de 15,000 ciudadanos se registraron para recibir asistencia. El gobierno aprobó $34,8 millones (2003 USD, $49 millones 2021 USD) en ayuda, de los cuales casi la mitad se destinó a reparaciones básicas de la vivienda. La Agencia Federal para el Manejo de Emergencias (FEMA) proporcionó el 75% del costo de remoción de escombros de $1.35 millones (2003 USD, $ 1.9 millones 2021 USD) y el otro 25% se cubrió a través de agencias locales. FEMA también proporcionó $1.26 millones (2003 USD, $1.77 millones 2021 USD) para reparar geo-tubos en la península de Bolívar en el condado de Galveston. Los geo-tubos, que protegen los edificios a lo largo de las zonas costeras, resultaron gravemente dañados por el huracán.
En el oeste de Texas, las fuertes lluvias de hasta 5 pulgadas (130 mm) provocaron temporalmente un crecimiento generalizado de flores silvestres en un paisaje normalmente árido. La lluvia restauró el flujo del Río Grande en el parque nacional Big Bend, que había cesado en el área debido a la falta de lluvia. Además, la precipitación aumentó el nivel del agua en el embalse Amistad en más de 4 pies (1,2 m).